# Magdalena Sibylla von Sachsen-Weißenfels (1673–1726)

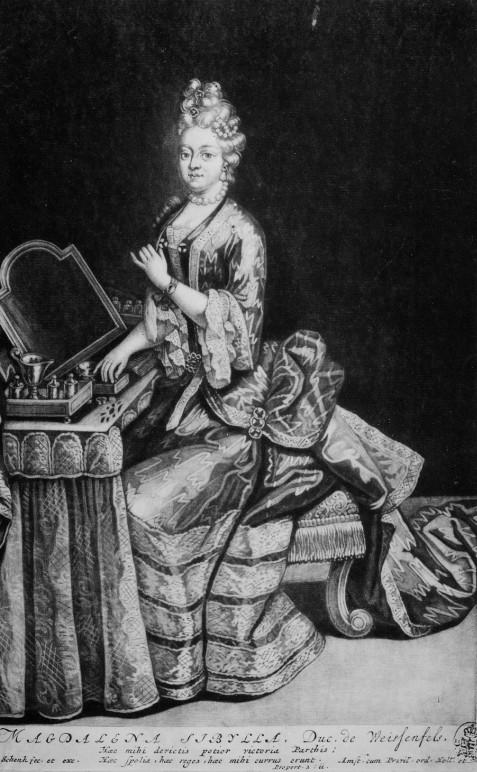
Magdalena Sibylla von Sachsen-Weißenfels bei der Toilette

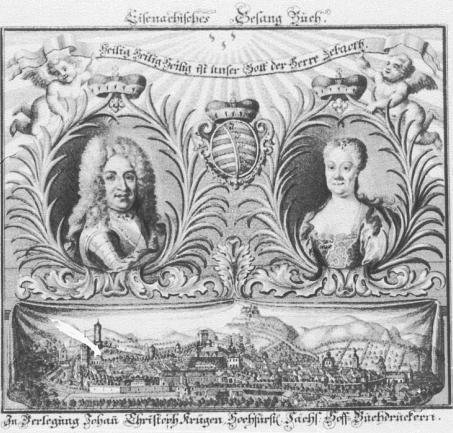
Magdalena Sibylla von Sachsen-Weißenfels als Herzogin von Sachsen-Eisenach, gemeinsam mit ihrem Gemahl Johann Wilhelm; darunter die Stadt Eisenach; „Eisenachisches Gesangbuch“, Johann Christoph Krügen

Magdalena Sibylla von Sachsen-Weißenfels (* 3. September 1673 in Halle; † 28. November 1726 in Eisenach) war eine geborene Prinzessin von Sachsen-Weißenfels und -Querfurt aus dem Hause der albertinischen Wettiner und durch Heirat Herzogin von Sachsen-Eisenach.

## Familie
Magdalena Sibylla war die älteste Tochter des Herzogs Johann Adolf I. von Sachsen-Weißenfels und dessen Gemahlin Johanna Magdalena von Sachsen-Altenburg, Tochter des Herzogs Friedrich Wilhelm II. von Sachsen-Altenburg.
Sie ist nach ihrer Urgroßmutter väterlicherseits, der sächsischen Kurfürstin Magdalena Sibylle von Preußen, benannt.

## Leben
Im Jahr 1708 wurde sie mit dem Herzog Johann Wilhelm von Sachsen-Eisenach vermählt, der vorher bereits zweimal verheiratet und verwitwet war.
Magdalena Sibylla starb im Alter von 53 Jahren und wurde in der Fürstengruft der Georgenkirche in Eisenach bestattet.

## Ehe und Nachkommen
Am 28. Juli 1708 heiratete sie in Weißenfels mit Johann Wilhelm, Herzog von Sachsen-Eisenach, den Sohn Johann Georgs I., Herzog von Sachsen-Eisenach aus dessen Ehe mit Johanetta von Sayn-Wittgenstein-Sayn.
Aus dieser Ehe hatte sie folgende Kinder:
- Johanna Magdalene Sophie (* 19. August 1710 in Eisenach; † 26. Februar 1711 ebenda), Prinzessin von Sachsen-Eisenach
- Christiane Wilhelmine (* 3. September 1711 in Altenkirchen; † 27. November 1740 in Idstein), Prinzessin von Sachsen-Eisenach ⚭ Karl, Fürst von Nassau-Usingen
- Johann Wilhelm (* 28. Januar 1713 in Marksuhl; † 8. Mai 1713 in Eisenach), Prinz von Sachsen-Eisenach

Nach dem Tod Magdalena Sibyllas und dem obligatorischen Trauerjahr heiratete Johann Wilhelm ein viertes und letztes Mal Marie Christine Felizitas zu Leiningen-Dagsburg-Falkenburg-Heidesheim, Witwe des Prinzen Christoph von Baden-Durlach.